# Carles Checa i Carrera
Carles Checa i Carrera   (Sant Fruitós de Bages, 15 d'octubre de 1972), conegut també com a Charlie Checa, és un pilot de motociclisme català de renom internacional. Estigué competint a la categoria màxima del Mundial de motociclisme (500cc, més tard MotoGP) durant més d'una dècada, gairebé sempre amb motocicletes Honda i Yamaha –tant amb suport oficial de fàbrica com sense– arribant a guanyar dos Grans Premis, a banda de proclamar-se Campió d'Espanya de 250cc el 1995.
L'any 2008 abandonà el Mundial de motociclisme i passà a disputar el de Campionat del Món de Superbike amb una Honda, canviant el 2010 a Ducati. Amb aquest equip, el 2011 es proclamà Campió del Món de Superbike. El seu germà petit, David Checa, també és pilot de motociclisme i ha competit amb èxit al Mundial de Superbike i al de Resistència.

## Trajectòria esportiva

### Mundial de motociclisme

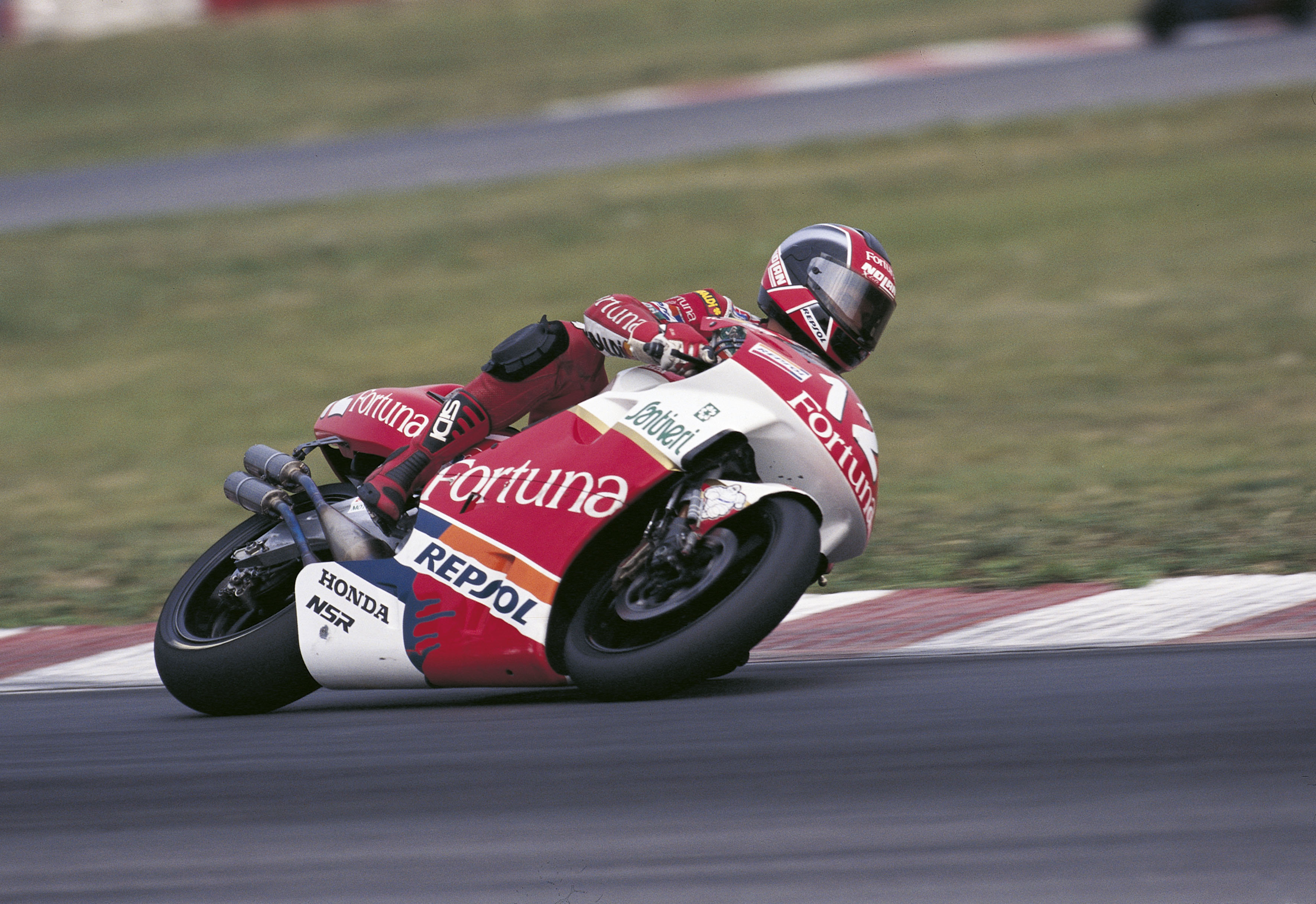
Checa amb l'Honda el 1995.

Debutà al Mundial, en les categories de 125cc i 250cc, la temporada de 1993 pilotant per a Honda. El 1995 pujà a la "categoria reina", 500cc, com a substitut d'Albert Puig, ja que aquest s'havia trencat les dues cames en una terrible caiguda a França. Checa deixà bocabadats els responsables de l'equip en ser capaç de mantenir el nivell de Puig i gairebé guanyar el Gran Premi de Catalunya.
Seguí amb l'equip fins a 1998, temporada en què patí lesions gairebé mortals en un accident a Donington Park. S'estavellà als revolts de Craner i, malgrat pensar-se primer que només tenia alguns blaus i esgarrinxades, aviat es queixà de dolors. Hores més tard, havia perdut la vista, li calgué una intervenció d'emergència per a extirpar-li la melsa i el seu estat fou qualificat de crític. Després d'això, lluità de valent per tal de tornar a córrer aquell any, perdent-se finalment només una cursa.
La temporada següent, 1999, entrà a Yamaha com a company d'equip de Max Biaggi tant en dos com en quatre temps. Estigué a punt de guanyar moltes curses, però malauradament acabava sempre per terra un cop aconseguit el lideratge. Una d'aquestes caigudes fou a Rio de Janeiro el 2002, en què es quedà clavat a la sortida, remuntà després frenèticament fins a la primera posició i tot seguit s'estavellà en un revolt posterior.
Quan Valentino Rossi fitxà per Yamaha, fou el seu company durant un any, passant després el català a Ducati la temporada de 2005. El 2006 tornà a canviar a l'equip Tech 3 de Yamaha, demostrant molta més estabilitat que en anys anteriors i guanyant còmodament el seu company d'equip James Ellison, però sense arribar a ésser cap amenaça per a la resta de rivals, ja que anaven equipats amb pneumàtics Dunlop. Durant el 2007 batallà com a únic pilot de LCR Honda, amb una màquina de 800cc que es feia poc competitiva per a la resta de pilots. A Sachsenring la marca li proporcionà un xassís actualitzat que altres pilots no oficials d'Honda no havien trobat competitiu -segons sembla, a causa que Checa feia servir els mateixos pneumàtics Michelin de l'equip oficial, mentre els altres pilots d'Honda en muntaven de Bridgestone.
De cara al 2010 s'anuncià el retorn de Checa al Campionat, havent estat confirmat que substituiria Mika Kallio les dues darreres curses de la temporada.

### Mundial de Superbike

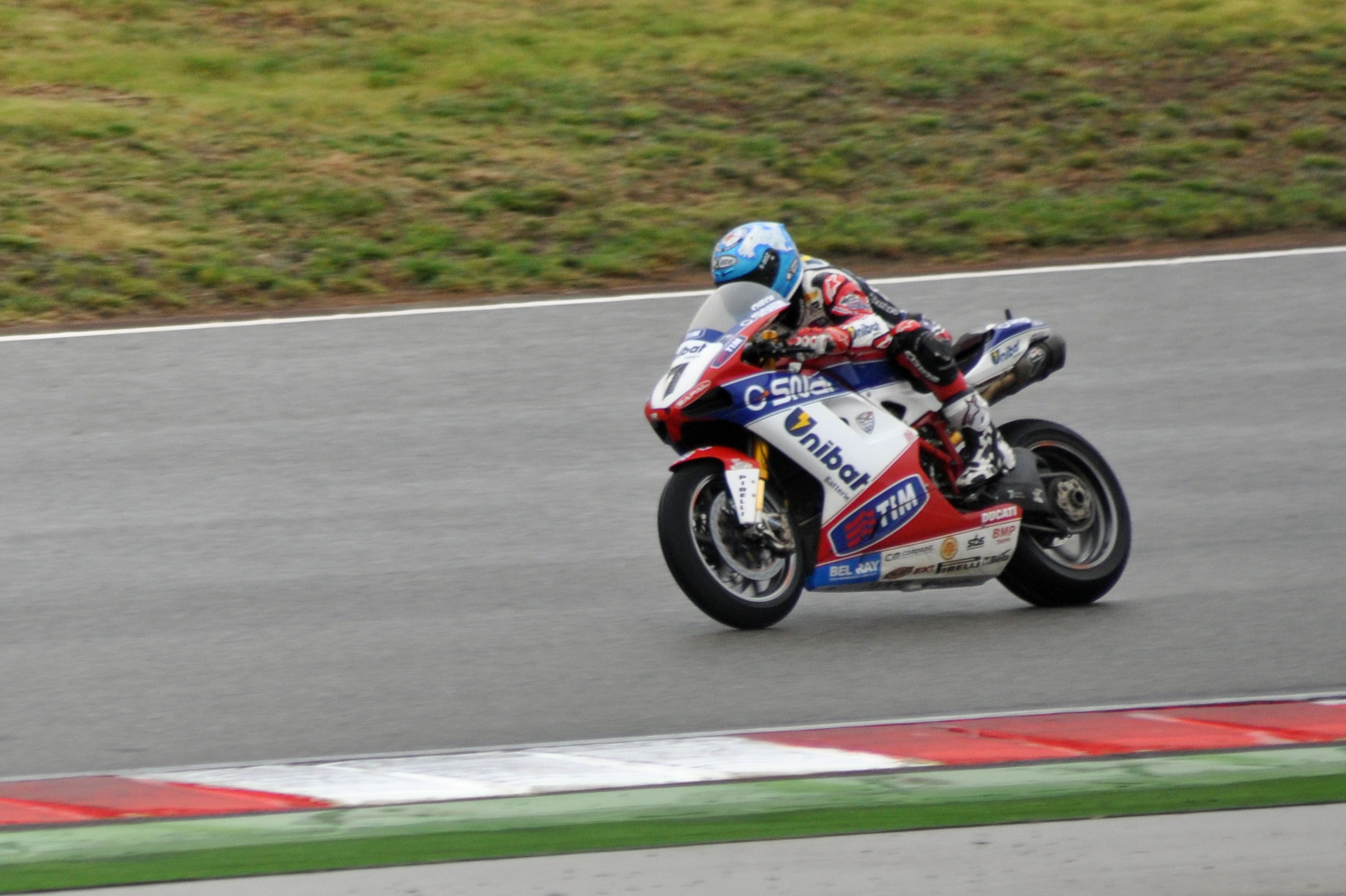
Checa amb la Ducati el 2012.

La temporada de 2008, Checa abandonà les curses de MotoGP per tal d'entrar a l'equip d'Honda Ten Kate Racing i competir al Mundial de Superbike com a substitut del Campió de 2007, James Toseland. Al Circuit Ricardo Tormo li disputà la victòria a Max Neukirchner fins al revolt final, en què tots dos toparen amb el resultat de fractura de clavícula per a Neukirchner. Amb Checa havent guanyat dues curses, seguides de quatre podis, tots dos arribaren al Circuit de Miller, a Salt Lake City, l'u de juny del 2008. El català no tornà a aconseguir cap podi, però una sèrie de bons resultats li permeteren d'acabar finalment cinquè a la general. Aquell any guanyà també les 8 Hores de Suzuka amb el seu company d'equip Ryuichi Kiyonari.
El 2009 lluità contra tota mena d'infortunis, aconseguint només quatre podis i acabant setè a la classificació final, 32 punts per darrere del pilot semi-oficial d'Honda Leon Haslam. Durant aquella temporada, Ten Kate Honda anuncià que aprimarien l'equip, passant de tres a només dos pilots. Tant Checa com Ryuichi Kiyonari foren despatxats, mantenint el seu lloc Jonathan Rea i fitxant a més a més a Max Neukirchner, qui deixava així Suzuki.
El novembre de 2009 fitxà per l'equip Althea Ducati, on tindria per company a Shane Byrne. Aconseguí la primera victòria de l'equip Althea a la ronda inicial del campionat, a Phillip Island, i estigué a punt d'obtenir sengles victòries a les dues curses de Miller, abans de patir misteriosos problemes mecànics a totes dues.
El 2011 segueix amb l'equip Althea Racing i ha encetat la temporada amb victòria a la prova inicial, tot guanyant les dues curses a Phillip Island amb la seva Ducati 1098R, passant a liderar la classificació del Mundial per davant del Campió vigent, Max Biaggi, durant tota la temporada. Finalment, diumenge 2 d'octubre es proclamà Campió del Món en guanyar la primera cursa de Magny-Cours.

## Palmarès internacional

### Resultats al Mundial de motociclisme

#### Per temporada
| Any   | Categoria | Moto          | Equip         | Cursa | Victòria | Podi | Pole | F. lap | Punts | Posició | C. del Món |
| ----- | --------- | ------------- | ------------- | ----- | -------- | ---- | ---- | ------ | ----- | ------- | ---------- |
| 1993  | 125cc     | Honda RS125   |               | 1     | 0        | 0    | 0    | 0      | 9     | 27è     | –          |
| 1993  | 250cc     | Honda RS250   |               | 6     | 0        | 0    | 0    | 0      | 9     | 23è     | –          |
| 1994  | 250cc     | Honda RS250   |               | 14    | 0        | 0    | 0    | 0      | 54    | 12è     | –          |
| 1995  | 250cc     | Honda NSR250  |               | 7     | 0        | 0    | 0    | 0      | 45    | 13è     | –          |
| 1995  | 500cc     | Honda NSR500  | Pons Racing   | 5     | 0        | 0    | 0    | 1      | 26    | 16è     | –          |
| 1996  | 500cc     | Honda NSR500  | Pons Racing   | 14    | 1        | 3    | 0    | 1      | 124   | 8è      | –          |
| 1997  | 500cc     | Honda NSR500  | Pons Racing   | 15    | 0        | 3    | 0    | 1      | 119   | 8è      | –          |
| 1998  | 500cc     | Honda NSR500  | Pons Racing   | 11    | 1        | 3    | 1    | 1      | 139   | 4t      | –          |
| 1999  | 500cc     | Yamaha YZR500 | Yamaha-YMR    | 16    | 0        | 1    | 0    | 0      | 125   | 7è      | –          |
| 2000  | 500cc     | Yamaha YZR500 | Yamaha-YMR    | 16    | 0        | 4    | 0    | 0      | 155   | 6è      | –          |
| 2001  | 500cc     | Yamaha YZR500 | Yamaha-YMR    | 15    | 0        | 3    | 0    | 0      | 137   | 6è      | –          |
| 2002  | MotoGP    | Yamaha YZR-M1 | Yamaha-YMR    | 16    | 0        | 4    | 1    | 1      | 141   | 5è      | –          |
| 2003  | MotoGP    | Yamaha YZR-M1 | Yamaha-YMR    | 16    | 0        | 0    | 0    | 0      | 123   | 7è      | –          |
| 2004  | MotoGP    | Yamaha YZR-M1 | Yamaha-YMR    | 16    | 0        | 1    | 1    | 0      | 117   | 7è      | –          |
| 2005  | MotoGP    | Ducati GP5    | Ducati Corse  | 17    | 0        | 2    | 0    | 0      | 138   | 9è      | –          |
| 2006  | MotoGP    | Yamaha YZR-M1 | Tech 3        | 17    | 0        | 0    | 0    | 0      | 75    | 15è     | –          |
| 2007  | MotoGP    | Honda RC212V  | Team LCR      | 18    | 0        | 0    | 0    | 0      | 65    | 14è     | –          |
| 2010  | MotoGP    | Ducati GP10   | Pramac Racing | 2     | 0        | 0    | 0    | 0      | 1     | 21è     | –          |
| Total |           |               |               | 222   | 2        | 24   | 3    | 5      | 1602  |         | 0          |

#### Per categoria
| Categoria | Any             | 1r GP              | 1r Podi       | 1a Victòria    | Cursa | Victòria | Podiiums | Pole | F. lap | Punts | C. del Món |
| --------- | --------------- | ------------------ | ------------- | -------------- | ----- | -------- | -------- | ---- | ------ | ----- | ---------- |
| 125 cc    | 1993            | 1993 Europa        | N/A           | N/A            | 1     | 0        | 0        | 0    | 0      | 9     | 0          |
| 250 cc    | 1993–1995       | 1993 San Marino    | N/A           | N/A            | 27    | 0        | 0        | 0    | 0      | 108   | 0          |
| 500 cc    | 1995–2001       | 1995 Gran Bretanya | 1996 Malàisia | 1996 Catalunya | 92    | 2        | 17       | 1    | 4      | 825   | 0          |
| MotoGP    | 2002–2007, 2010 | 2002 Japó          | 2002 Japó     | N/A            | 102   | 0        | 7        | 2    | 1      | 660   | 0          |
| Total     | 1993–2007, 2010 |                    |               |                | 222   | 2        | 24       | 3    | 5      | 1602  | 0          |

#### Curses per any
Barem de puntuació de 1993 ençà:
| Posició | 1  | 2  | 3  | 4  | 5  | 6  | 7 | 8 | 9 | 10 | 11 | 12 | 13 | 14 | 15 |
| Punts   | 25 | 20 | 16 | 13 | 11 | 10 | 9 | 8 | 7 | 6  | 5  | 4  | 3  | 2  | 1  |

(Ids. Grans Premis | Llegenda) (Curses en negreta indiquen pole; curses en  itàlica indiquen volta ràpida)
| Amy  | Class  | Moto   | 1       | 2      | 3       | 4       | 5       | 6       | 7       | 8       | 9       | 10      | 11      | 12      | 13      | 14      | 15      | 16      | 17      | 18     | Pos | Pts |
| ---- | ------ | ------ | ------- | ------ | ------- | ------- | ------- | ------- | ------- | ------- | ------- | ------- | ------- | ------- | ------- | ------- | ------- | ------- | ------- | ------ | --- | --- |
| 1993 | 125cc  | Honda  | AUS     | MAL    | JPN     | ESP     | AUT     | GER     | DTT     | EUR 7   |         |         |         |         |         |         |         |         |         |        | 27è | 9   |
| 1993 | 250cc  | Honda  |         |        |         |         |         |         |         |         | SM 21   | GBR 25  | CZE Ret | ITA 20  | USA 14  | FIM 9   |         |         |         |        | 23è | 9   |
| 1994 | 250cc  | Honda  | AUS 14  | MAL 11 | JPN Ret | ESP 11  | AUT Ret | GER 14  | DTT 11  | ITA 10  | FRA 13  | GBR 12  | CZE Ret | USA 7   | ARG 10  | EUR 10  |         |         |         |        | 12è | 54  |
| 1995 | 250cc  | Honda  | AUS 4   | MAL    | JPN Ret | ESP Ret | GER 7   | ITA 11  | DTT 11  | FRA 4   |         |         |         |         |         |         |         |         |         |        | 13è | 45  |
| 1995 | 500cc  | Honda  |         |        |         |         |         |         |         |         | GBR Ret | CZE 8   | BRA 7   | ARG 7   | EUR Ret |         |         |         |         |        | 16è | 26  |
| 1996 | 500cc  | Honda  | MAL 3   | INA 5  | JPN 10  | ESP 10  | ITA     | FRA Ret | DTT 11  | GER Ret | GBR 12  | AUT 7   | CZE 8   | IMO 11  | CAT 1   | BRA 4   | AUS 3   |         |         |        | 8è  | 124 |
| 1997 | 500cc  | Honda  | MAL 6   | JPN 6  | ESP Ret | ITA Ret | AUT 6   | FRA 2   | DTT 2   | IMO 4   | GER Ret | BRA Ret | GBR Ret | CZE Ret | CAT 2   | INA 6   | AUS 10  |         |         |        | 8è  | 119 |
| 1998 | 500cc  | Honda  | JPN 8   | MAL 2  | ESP 4   | ITA 4   | FRA 3   | MAD 1   | DTT 5   | GBR     | GER     | CZE 7   | IMO 10  | CAT 6   | AUS     | ARG 8   |         |         |         |        | 4t  | 139 |
| 1999 | 500cc  | Yamaha | MAL 2   | JPN 6  | ESP 10  | FRA 5   | ITA 7   | CAT 7   | DTT Ret | GBR Ret | GER 4   | CZE Ret | IMO Ret | VAL 5   | AUS 4   | RSA 6   | BRA Ret | ARG 4   |         |        | 7è  | 125 |
| 2000 | 500cc  | Yamaha | RSA 2   | MAL 2  | JPN 5   | ESP 2   | FRA 7   | ITA 2   | CAT Ret | DTT 5   | GBR 11  | GER 9   | CZE 11  | POR 12  | VAL 7   | BRA 15  | PAC 4   | AUS Ret |         |        | 6è  | 155 |
| 2001 | 500cc  | Yamaha | JPN 10  | RSA    | ESP 14  | FRA 2   | ITA Ret | CAT 8   | DTT Ret | GBR 5   | GER 2   | CZE 7   | POR 4   | VAL 4   | PAC 7   | AUS 16  | MAL 10  | BRA 2   |         |        | 6è  | 137 |
| 2002 | MotoGP | Yamaha | JPN 3   | RSA 5  | ESP Ret | FRA Ret | ITA 4   | CAT 3   | DTT 3   | GBR Ret | GER 4   | CZE 5   | POR 2   | BRA Ret | PAC 5   | MAL 7   | AUS 11  | VAL Ret |         |        | 5è  | 141 |
| 2003 | MotoGP | Yamaha | JPN 10  | RSA 9  | ESP Ret | FRA Ret | ITA 8   | CAT 4   | DTT 4   | GBR 6   | GER 8   | CZE 4   | POR 8   | BRA 9   | PAC Ret | MAL 5   | AUS 8   | VAL 5   |         |        | 7è  | 123 |
| 2004 | MotoGP | Yamaha | RSA 10  | ESP 6  | FRA 2   | ITA Ret | CAT 4   | DTT 9   | BRA 10  | GER Ret | GBR 6   | CZE 6   | POR 5   | JPN 7   | QAT Ret | MAL 9   | AUS 10  | VAL 14  |         |        | 7è  | 117 |
| 2005 | MotoGP | Ducati | ESP 10  | POR 5  | CHN Ret | FRA Ret | ITA 5   | CAT 11  | DTT 9   | USA Ret | GBR 5   | GER Ret | CZE 8   | JPN 4   | MAL 3   | QAT 6   | AUS 3   | TUR 5   | VAL 4   |        | 9è  | 138 |
| 2006 | MotoGP | Yamaha | ESP 13  | QAT 12 | TUR 15  | CHN 14  | FRA 11  | ITA 15  | CAT 8   | DTT 9   | GBR 10  | GER 9   | USA 7   | CZE 15  | MAL 12  | AUS Ret | JPN 14  | POR 7   | VAL 10  |        | 15è | 75  |
| 2007 | MotoGP | Honda  | QAT Ret | ESP 6  | TUR 12  | CHN 10  | FRA Ret | ITA Ret | CAT 17  | GBR Ret | DTT 11  | GER 14  | USA 14  | CZE 10  | SM 6    | POR 7   | JPN 18  | AUS 11  | MAL 14  | VAL 12 | 14è | 65  |
| 2010 | MotoGP | Ducati | QAT     | ESP    | FRA     | ITA     | GBR     | DTT     | CAT     | GER     | USA     | CZE     | INP     | SM      | ARA     | JPN     | MAL     | AUS     | POR Ret | VAL 15 | 21è | 1   |

### Resultats al Mundial de Superbike

#### Per temporada
| Any   | Moto                   | Equip               | Cursa | Victòria | Podi | Pole | F. lap | Punts  | Posició | C. del Món |
| ----- | ---------------------- | ------------------- | ----- | -------- | ---- | ---- | ------ | ------ | ------- | ---------- |
| 2008  | Honda CBR1000RR        | Ten Kate Racing     | 28    | 2        | 7    | 1    | 5      | 313    | 4t      | –          |
| 2009  | Honda CBR1000RR        | Ten Kate Racing     | 28    | 0        | 4    | 0    | 0      | 209    | 7è      | –          |
| 2010  | Ducati 1098R           | Althea Team         | 26    | 3        | 8    | 1    | 7      | 297    | 3r      | –          |
| 2011  | Ducati 1098R           | Althea Team         | 26    | 15       | 21   | 6    | 10     | 505    | 1r      | 1          |
| 2012  | Ducati 1098R           | Althea Team         | 27    | 4        | 9    | 2    | 5      | 287,5  | 4t      | –          |
| 2013  | Ducati 1199 Panigale R | Team Ducati Alstare | 15    | 0        | 0    | 1    | 0      | 80     | 15è     | –          |
| Total |                        |                     | 150   | 24       | 49   | 10   | 30     | 1691.5 |         | 1          |

#### Curses per any
Barem de puntuació de 1993 ençà:
| Posició         | 1  | 2  | 3  | 4  | 5  | 6  | 7 | 8 | 9 | 10                   | 11                   | 12                   | 13                   | 14                   | 15                   |                      |
| Curses 1 i 2    | 25 | 20 | 16 | 13 | 11 | 10 | 9 | 8 | 7 | 6                    | 5                    | 4                    | 3                    | 2                    | 1                    |                      |
| Cursa Superpole | 12 | 9  | 7  | 6  | 5  | 4  | 3 | 2 | 1 | [ Nota Superpole 1 ] | [ Nota Superpole 1 ] | [ Nota Superpole 1 ] | [ Nota Superpole 1 ] | [ Nota Superpole 1 ] | [ Nota Superpole 1 ] | [ Nota Superpole 1 ] |

1. ↑  La cursa Superpole va ser introduïda la temporada del 2019

(Ids. Rondes | Llegenda) (Curses en negreta indiquen pole; curses en  itàlica indiquen volta ràpida)
| Any  | Moto   | 1       | 1       | 2     | 2      | 3       | 3      | 4       | 4       | 5      | 5       | 6     | 6       | 7       | 7       | 8       | 8     | 9      | 9       | 10     | 10     | 11      | 11      | 12      | 12     | 13    | 13    | 14      | 14      | Pos. | Pts   |
| Any  | Moto   | C1      | C2      | C1    | C2     | C1      | C2     | C1      | C2      | C1     | C2      | C1    | C2      | C1      | C2      | C1      | C2    | C1     | C2      | C1     | C2     | C1      | C2      | C1      | C2     | C1    | C2    | C1      | C2      | Pos. | Pts   |
| ---- | ------ | ------- | ------- | ----- | ------ | ------- | ------ | ------- | ------- | ------ | ------- | ----- | ------- | ------- | ------- | ------- | ----- | ------ | ------- | ------ | ------ | ------- | ------- | ------- | ------ | ----- | ----- | ------- | ------- | ---- | ----- |
| 2008 | Honda  | QAT 6   | QAT 11  | AUS 6 | AUS 2  | SPA 5   | SPA 3  | NED 2   | NED 3   | ITA 8  | ITA Ret | USA 1 | USA 1   | GER 5   | GER 5   | SMR 5   | SMR 8 | CZE 8  | CZE Ret | GBR 6  | GBR 8  | EUR Ret | EUR 9   | ITA 5   | ITA 5  | FRA 7 | FRA 4 | POR 2   | POR 7   | 4t   | 313   |
| 2009 | Honda  | AUS 12  | AUS 13  | QAT 5 | QAT 13 | SPA Ret | SPA 6  | NED Ret | NED 7   | ITA 9  | ITA 10  | RSA 6 | RSA 6   | USA 2   | USA Ret | SMR 11  | SMR 5 | GBR 11 | GBR Ret | CZE 2  | CZE 5  | GER 3   | GER 3   | ITA Ret | ITA 10 | FRA 6 | FRA 9 | POR 7   | POR Ret | 7è   | 209   |
| 2010 | Ducati | AUS 7   | AUS 1   | POR 4 | POR 4  | SPA Ret | SPA 2  | NED 4   | NED 6   | ITA 14 | ITA 11  | RSA 2 | RSA 5   | USA Ret | USA Ret | SMR 2   | SMR 5 | CZE 9  | CZE 6   | GBR 7  | GBR 10 | GER 2   | GER Ret | ITA 1   | ITA 1  | FRA 3 | FRA 9 |         |         | 3r   | 297   |
| 2011 | Ducati | AUS 1   | AUS 1   | EUR 3 | EUR 1  | NED 3   | NED 1  | ITA 9   | ITA 10  | USA 1  | USA 1   | SMR 1 | SMR 1   | SPA Ret | SPA 3   | CZE 3   | CZE 3 | GBR 1  | GBR 1   | GER 1  | GER 8  | ITA 3   | ITA 1   | FRA 1   | FRA 1  | POR 1 | POR 4 |         |         | 1r   | 505   |
| 2012 | Ducati | AUS Ret | AUS 1   | ITA 1 | ITA 1  | NED 3   | NED 17 | ITA C   | ITA 7   | EUR 6  | EUR Ret | USA 1 | USA Ret | SMR 2   | SMR Ret | SPA 3   | SPA 7 | CZE 4  | CZE 3   | GBR 5  | GBR 6  | RUS Ret | RUS 4   | GER 12  | GER 6  | POR 2 | POR 5 | FRA Ret | FRA 7   | 4t   | 287,5 |
| 2013 | Ducati | AUS Ret | AUS DNS | SPA 7 | SPA 8  | NED 10  | NED 10 | ITA DNS | ITA DNS | GBR 12 | GBR DNS | POR 9 | POR 6   | ITA 11  | ITA 12  | RUS Ret | RUS C | GBR 13 | GBR 10  | GER 10 | GER 10 | TUR DNS | TUR DNS | USA     | USA    | FRA   | FRA   | SPA     | SPA     | 15è  | 80    |